# Ludwików (gmina Łąck)
Ludwików (do 1922 Luisenthal) – wieś sołecka w Polsce położona w województwie mazowieckim, w powiecie płockim, w gminie Łąck.
W latach 1975–1998 miejscowość należała administracyjnie do województwa płockiego.